# 李恽 (北魏)
李恽（?—?），字善祖，小字药囊。赵郡平棘（治所在今河北赵县城南）人。北魏官员。
李恽的父亲李系，在慕容垂时任散骑侍郎，东武城令，治有能名。魏道武帝定中原，以李系为平棘令。年老，在家中去世。赠宁朔将军、赵郡太守、平棘男。李恽的兄长是李顺，李恽是李系最小的儿子。李恽少年时就有高名，为中书侍郎。从魏太武帝征凉州北凉政权，战死。当时的人都很惋惜。